# Seattle Seahawks 1984
La stagione 1984 dei Seattle Seahawks è stata la nona della franchigia nella National Football League.
I Seahawks del 1984 erano una squadra ben bilanciata sia in attacco che in difesa. Essi segnarono 418 punti (26,1 a partita) e ne subirono solo 282 (17,6 per gara); il loro differenziale tra punti segnati e subiti fu il terzo della NFL. I 63 turnover che forzarono gli avversari furono il massimo nella storia della NFL per una stagione a 16 squadre, e il massimo dal 1970.
La squadra offensiva fu guidata dal quarterback Dave Krieg (che passò 3.671 yard) e dal wide receiver Steve Largent, che ricevette 74 passaggi per 1.164 yard.
La linea difensiva dei Seahawks mise a segno un grosso numero di sack, coi defensive end Jeff Bryant e Jacob Green che fecero registrare, rispettivamente, 14,5 e 13 sack. La safety Kenny Easley guidò la lega con 10 intercetti.
Nella gara della settimana 10 contro i Kansas City Chiefs, i Seahawks intercettarono il quarterback di Kansas City ben 5 volte, ritornandone 4 in touchdown. Tutti quei touchdown furono da oltre 50 yard. In quella partita, i Seahawks stabilirono i record NFL per il maggior numero di yard ritornate da intercetto (325) e maggior numero di intercetti ritornati in touchdown (4).

## Draft NFL 1984
| Giro/Scelta | Giocatore      | Ruolo            | College             |
| ----------- | -------------- | ---------------- | ------------------- |
| 1/22        | Terry Taylor   | Defensive back   | Southern Illinois   |
| 2/49        | Daryl Turner   | Wide receiver    | Michigan State      |
| 3/76        | Fredd Young    | Linebacker       | New Mexico State    |
| 4/86        | Rickey Hagood  | Nose tackle      | South Carolina      |
| 6/162       | John Kaiser    | Linebacker       | Arizona             |
| 7/189       | Sam Slater     | Offensive tackle | Weber State         |
| 8/216       | John Puzar     | Center           | Long Beach State    |
| 9/243       | Adam Schreiber | Center           | Texas               |
| 10/270      | Randall Morris | Running back     | Tennessee           |
| 11/302      | Steve Gemza    | Offensive Tackle | UCLA                |
| 12/329      | Theo Windham   | Defensive Back   | Utah State          |
| Supp.       | Gordon Houston | Tight end        | Brigham Young       |
| Supp.       | Alvin Powell   | Offensive Guard  | Winston-Salem State |
| Supp.       | Frank Seurer   | Quarterback      | Kansas              |

## Roster
| Roster dei Seattle Seahawks nel 1984 |
| --- |
| Quarterback - 17 Dave Krieg - 10 Jim Zorn Running Back - 32 Cullen Bryant - 33 Dan Doornink - 34 Franco Harris - 46 David Hughes FB - 37 Eric Lane - 43 Randall Morris - 28 Curt Warner Wide Receiver - 83 Chris Castor - 85 Paul Johns - 80 Steve Largent - 84 Dwight Scales - 82 Paul Skansi - 81 Daryl Turner - 89 Byron Walker Tight End - 88 Pete Metzelaars - 86 Mike Tice - 87 Charle Young Offensive Linemen - 69 Sid Abramowitz T - 76 Steve August T - 65 Edwin Bailey G - 59 Blair Bush C - 78 Bob Cryder T - 64 Ron Essink T - 62 Kani Kauahi C - 67 Reggie McKenzie G - 71 Bryan Millard T - 61 Robert Pratt G - 75 Adam Schreiber G Defensive Linemen - 77 Jeff Bryant DE - 68 Randy Edwards DE - 74 Mike Fanning DT - 79 Jacob Green DE - 73 Dino Mangiero NT - 72 Joe Nash NT * Linebacker - 96 Chuck Butler - 53 Keith Butler - 56 Greg Gaines - 55 Michael Jackson - 60 John Kaiser - 51 Sam Merriman - 57 Shelton Robinson - 58 Bruce Scholtz - 50 Fredd Young Defensive Back - 22 Dave Brown CB - 25 Don Dufek S - 45 Kenny Easley S/PR - 44 John Harris S - 24 Terry Jackson - 21 Paul Moyer - 42 Keith Simpson CB - 38 Ray Wilmer Special Team - 31 Zachary Dixon KR - 9 Norm Johnson K - 8 Jeff West P Lista delle riserve - 63 Marcus Hicks LB (IR) 54 attivi, 0 inattivi, 0 nella squadra di allenamento |
| Legenda - I rookie sono in corsivo. - Il primo ruolo è il principale mentre gli eventuali successivi indicano i ruoli secondari. - (IR) sta per Injured Reserve ed indica la lista ristretta per un solo giocatore infortunato che può tornare ad allenarsi dopo la settimana 6 e a rientrare in prima squadra dopo che questa ha giocato 8 partite. - (NF-Inj.) / (NF-Ill.) stanno rispettivamente per Non-Football Injured e Non-Football Illness ed indicano le liste dove viene inserito un giocatore che ha un infortunio o una malattia non dipendente dal football americano. - (PUP) sta per Physically Unable to Perform ed indica la lista dove viene inserito un giocatore mentre è in attesa di recuperare la condizione fisica. Nella stagione regolare dopo la sesta partita giocata dalla propria squadra, il giocatore ha tempo tre settimane per riprendere ad allenarsi, più tre settimane aggiuntive dal suo rientro agli allenamenti per rientrare in prima squadra. |

## Calendario

### Stagione regolare
| Turno | Data               | Avversario             | Risultato | Stadio                        | Record | Pubblico |
| 1     | Settembre 3, 1984  | Cleveland Browns       | V 33-0    | Kingdome                      | 1-0    | 59.540   |
| 2     | Settembre 9, 1984  | San Diego Chargers     | V 31-17   | Kingdome                      | 2-0    | 61.314   |
| 3     | Settembre 16, 1984 | @ New England Patriots | S 23-38   | Sullivan Stadium              | 2-1    | 43.140   |
| 4     | Settembre 23, 1984 | Chicago Bears          | V 38-9    | Kingdome                      | 3-1    | 61.520   |
| 5     | Settembre 30, 1984 | @ Minnesota Vikings    | V 20-12   | Hubert H. Humphrey Metrodome  | 4-1    | 57.171   |
| 6     | Ottobre 7, 1984    | @ Los Angeles Raiders  | S 14-28   | Los Angeles Memorial Coliseum | 4-2    | 77.904   |
| 7     | Ottobre 14, 1984   | Buffalo Bills          | V 31-28   | Kingdome                      | 5-2    | 59.034   |
| 8     | Ottobre 21, 1984   | @ Green Bay Packers    | V 30-24   | Lambeau Field                 | 6-2    | 52.286   |
| 9     | Ottobre 29, 1984   | @ San Diego Chargers   | V 24-0    | Jack Murphy Stadium           | 7-2    | 53.974   |
| 10    | Novembre 4, 1984   | Kansas City Chiefs     | V 45-0    | Kingdome                      | 8-2    | 61.396   |
| 11    | Novembre 12, 1984  | Los Angeles Raiders    | V 17-14   | Kingdome                      | 9-2    | 64.001   |
| 12    | Novembre 18, 1984  | @ Cincinnati Bengals   | V 26-6    | Riverfront Stadium            | 10-2   | 50.280   |
| 13    | Novembre 25, 1984  | @ Denver Broncos       | V 27-24   | Mile High Stadium             | 11-2   | 74.922   |
| 14    | Dicembre 2, 1984   | Detroit Lions          | V 38-17   | Kingdome                      | 12-2   | 62.441   |
| 15    | Dicembre 9, 1984   | @ Kansas City Chiefs   | S 7-34    | Arrowhead Stadium             | 12-3   | 34.855   |
| 16    | Dicembre 15, 1984  | Denver Broncos         | S 14-31   | Kingdome                      | 12-4   | 64.411   |

## Playoff
| Turno      | Data             | Avversario          | Risultato | Stadio            | Pubblico |
| Wild card  | 22 dicembre 1984 | Los Angeles Raiders | V 13-7    | Kingdome          | 62.049   |
| Divisional | 29 dicembre 1984 | @ Miami Dolphins    | S 10-31   | Miami Orange Bowl | 73.469   |

## Classifiche
| AFC West               | AFC West | AFC West | AFC West | AFC West | AFC West | AFC West | AFC West | AFC West | AFC West |
|                        | V        | S        | P        | PCT      | DIV      | CONF     | PF       | PS       | Str:     |
| ---------------------- | -------- | -------- | -------- | -------- | -------- | -------- | -------- | -------- | -------- |
| Denver Broncos(2)      | 13       | 3        | 0        | .813     | 6–2      | 10–2     | 353      | 241      | V2       |
| Seattle Seahawks(4)    | 12       | 4        | 0        | .750     | 5–3      | 8–4      | 418      | 282      | S2       |
| Los Angeles Raiders(5) | 11       | 5        | 0        | .688     | 5–3      | 8–4      | 368      | 278      | S1       |
| Kansas City Chiefs     | 8        | 8        | 0        | .500     | 4–4      | 7–7      | 314      | 324      | V3       |
| San Diego Chargers     | 7        | 9        | 0        | .438     | 0–8      | 3–9      | 394      | 413      | S2       |

## Leader della squadra
| Leader della squadra   |               |       |
| Categoria              | Giocatore     | N.    |
| Yard passate           | Dave Krieg    | 3.671 |
| Touchdown passati      | Dave Krieg    | 32    |
| Yard corse             | David Hughes  | 327   |
| Touchdown su corsa     | Eric Lane     | 4     |
| Ricezioni              | Steve Largent | 74    |
| Yard ricevute          | Steve Largent | 1.164 |
| Touchdown su ricezione | Steve Largent | 12    |
| Sack                   | Jeff Bryant   | 14,5  |
| Intercetti             | Kenny Easley  | 10    |

## Premi
- Chuck Knox:

allenatore dell'anno
- Kenny Easley

miglior difensore dell'anno della NFL